# Psyttalia philippinensis
Psyttalia philippinensis är en stekelart som först beskrevs av William Harris Ashmead 1904.  Psyttalia philippinensis ingår i släktet Psyttalia och familjen bracksteklar. Inga underarter finns listade i Catalogue of Life.